# Flaga Orenburga
Flaga Orenburga (ros: Флаг Оренбурга) – jest oficjalnym symbolem miejskim Orenburga, przyjętym w obecnej formie 10 maja 2012 roku przez radę miasta.

## Opis i symbolika
Flaga miasta Orenburg to prostokątny materiał w proporcjach (szerokość do długości) – 2:3, podzielony na dwa poziome pasy. Pośrodku znajduje się błękitna wstęga, której nadano formę fali, zajmująca 1/6 całego materiału flagi. Pod nią znajduje się błękitny krzyż świętego Andrzeja. Nad wstęgą, niejako wyłaniający się z fal, dwugłowy czarny orzeł. Jego głowy zwieńczone złotymi koronami, a pomiędzy nimi kolejna korona. Dzioby głów barwy złotej, oczy srebrne, a języki czerwone
Flaga Orenburga jest w zasadzie kopią herbu miasta, tak więc jej symbolika jest taka sama. Błękitna wstęga jest odwołaniem do rzeki Ural, przepływającej przez miasto. Rzeka ta ma według zamysłu projektantów flagi i herbu symbolizować granicę między Europą i Azją oraz fakt, że Orenburg leży na styku dwóch kontynentów. Krzyż świętego Andrzeja został nadany miastu przez Katarzynę II w dowód zasług za utrzymanie Orenburga w czasie Powstania Pugaczowa. Tym samym symbolizuje on wierność grodu wobec Rosji. Flaga ma być symbolem historii i kultury Orenburga oraz jednoczyć jego mieszkańców.

## Historia
Herb Orenburga w obecnej postaci został nadany miastu 8 czerwca 1782 r., a wraz z nim pojawiły się także sztandary miejskie, także zawierające wizerunek czarnego dwugłowego orła imperialnego na złotym tle. Rok 1917 przyniósł przewrót bolszewicki, za sprawą którego odrzucono dotychczasowe tradycje dotyczące symboliki miejskiej i zastąpiono je nowymi, zgodnymi z komunistyczną ideologią. W czasach sowieckim używano więc w mieście czerwonych sztandarów, z typowymi elementami komunistycznymi (gwiazdami, sierpami i młotami). Na sztandarach wypisywano też hasła dotyczące walki socjalistycznej, a także wojny domowej i walce z oddziałami admirała Aleksandra Kołczaka. 
Ten stan rzeczy utrzymał się do rozpadu Związku Radzieckiego i transformacji jaka dokonała się w Federacji Rosyjskiej w latach dziewięćdziesiątych XX wieku. 6 lutego 1996 r. Orenburska Rada Miasta zaakceptowała, wraz z nowym herbem miasta, projekt flagi. Był to nietypowy, bo kwadratowy materiał w proporcjach (szerokość do długości) – 1:1, który w zasadzie był odwzorowaniem flagi Federacji Rosyjskiej z nałożonym na jej środek herbem Orenburga. 12 października 1996 r. wprowadzono poprawki i nadano fladze bardziej tradycyjne proporcje, 1:2. Mimo to użycie takiego rodzaju projektu spotkało się z krytyką, gdyż prawo rosyjskie zabraniało wykorzystywania państwowej flagi na flagach regionalnych. Dlatego też 26 marca 1998 r. wygląd flagi został kolejny raz zmieniony. Tym razem uczyniono z niej prostokątny materiał w proporcjach (szerokość do długości) – 1:2, podzielony na trzy poziome pasy. Górny pas w kolorze bieli stanowił 2/3 całej flagi. Środkowy pas w kolorze błękitnym 1/6 całości, a dolny w kolorze czerwonym także 1/6 całości. W górnym polu flagi umieszczony herb miasta Orenburg. Na drzewcu głównej flagi miasta (zawieszonej w budynku merostwa), znajdowała się metalowa tabliczka z inskrypcją zawierającą pełne imię i nazwisko mera oraz jego daty urzędowania. Przy wyborze nowego mera stara tabliczka była przekazywana do muzeum i zastępowana nową, z danymi nowej głowy administracji miasta.
Flaga ta nie tylko nie cieszyła się nigdy wielką popularnością, ale także spotkała się jednak z krytyką, zarówno ekspertów, jak i niektórych mieszkańców miasta. Uznawano, że z uwagi na wykorzystanie barw flagi państwowej jest ona mało oryginalna, a także że nie odzwierciedla historii i tradycji Orenburga. Ostatecznie 10 maja 2012 r. nowa flaga, razem z nowym herbem, zostały przyjęte na posiedzeniu Orenburskiej Rady Miasta. Jej użycie jest regulowane przez specjalną uchwałę, która stanowi że flaga musi zawsze powiewać na budynkach najwyższych urzędów Orenburga, a także znajdować się w salach i biurach zarówno władzy prawodawczej jak i wykonawczej. W przypadku użycia wraz z flagą państwową, flaga miejska nie może być od niej większa i powinna znajdować się po jej prawej stronie.